# Ximenia glauca
Ximenia glauca là một loài thực vật có hoa trong họ Olacaceae. Loài này được (DeFilipps) Bentouil miêu tả khoa học đầu tiên năm 1994.